# Pigalle (chaussure)
Pour les articles homonymes, voir Pigalle.

Pigalle avec des paillettes.

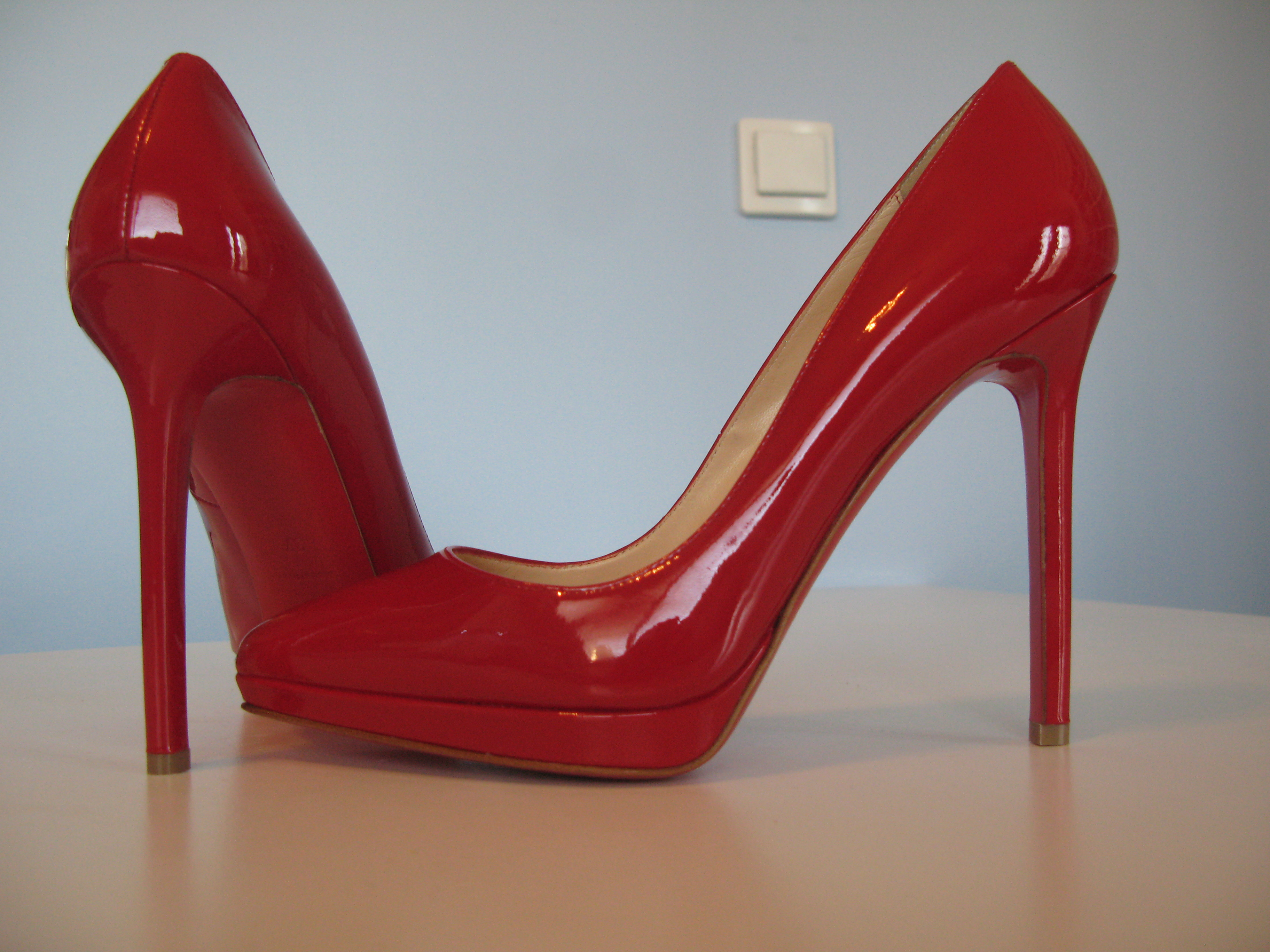
Pigalle Plato 120 mm, couleur « coquelicot ».

La Pigalle est un modèle d'escarpins emblématique, du créateur français de chaussures et de sacs à main de luxe Christian Louboutin.
Doté d'un talon aiguille de douze centimètres, (bien que des tailles intermédiaires existent), d'un bout pointu et d'une semelle rouge carmin, devenue symbole du créateur, ce modèle d'escarpins a été présenté la première fois pour la collection automne-hiver 2004-2005,,. Le modèle « classique » est en cuir verni noir mais de nombreuses variantes existent, que ce soit en différentes couleurs, en texture (mat ou verni) ou avec des accessoires (clous par exemple). Le modèle peut se porter tout au long de l'année selon le créateur.
L'inspiration proviendrait d'un souvenir d'enfance du créateur, où il avait vu une prostituée portant des talons hauts à la Foire du Trône, une fête foraine parisienne.
Le nom est une référence au quartier parisien de Pigalle, quartier chaud et touristique. Ce quartier serait l'un des préférés du créateur,.
Des personnalités sont réputées pour porter la Pigalle, dont Kate Moss, Kim Kardashian, Megan Fox, Kristen Stewart, Blake Lively ou encore Jessica Chastain,.